# Società Sportiva Ponziana 1942-1943
Questa voce raccoglie le informazioni riguardanti la Società Sportiva Ponziana nelle competizioni ufficiali della stagione 1942-1943.

## Rosa
| N. |                   | Ruolo | Calciatore            |
| -- | ----------------- | ----- | --------------------- |
|    | Italia (bandiera) | D     | Ermenegildo Capitanio |
|    | Italia (bandiera) | A     | Romolo Celant         |
|    | Italia (bandiera) | C     | Fausto Comar          |
|    | Italia (bandiera) | A     | G. Gessenibus         |
|    | Italia (bandiera) | P     | A. Furlan             |
|    | Italia (bandiera) | C     | Nello Grisoni         |
|    | Italia (bandiera) | C     | G. Masè               |
|    | Italia (bandiera) | A     | M. Micheli            |

| N. |                   | Ruolo | Calciatore    |
| -- | ----------------- | ----- | ------------- |
|    | Italia (bandiera) | D     | R. Romano     |
|    | Italia (bandiera) | D     | A. Ronconi    |
|    | Italia (bandiera) | C     | Nicola Stante |
|    | Italia (bandiera) | C     | D. Susterscic |
|    | Italia (bandiera) | A     | O. Tommasi    |
|    | Italia (bandiera) | A     | T. Tommasi    |
|    | Italia (bandiera) | A     | A. Vitti      |